# Mischel Cherniavsky
Mischel Cherniavsky (* 1893 in Uman, Russisches Kaiserreich, heute Ukraine; † 21. Februar 1982 in Dieppe, Frankreich) war ein kanadischer Cellist ukrainischer  Herkunft.
Cherniavsky stammte aus einer sehr musikalischen Familie. Bereits 1901 trat er zusammen mit seinen älteren Brüdern Jan und Leo unter dem Namen Cherniavsky Trio auf. In den Jahren 1901 bis 1906 unternahm Cherniavsky mit dem Trio eine überaus erfolgreiche Europa-Tournee. 1905 emigrierte seine Familie nach Österreich und ließ sich in Wien nieder.
1922 erhielt Cherniavsky die kanadische Staatsbürgerschaft, lebte aber nur sehr kurze Zeit in diesem Land. Nach dem Abschiedskonzert des Cherniavsky-Trios 1934 in Salt Lake City ging er nach London und startete dort eine Solokarriere. Nebenbei spielte er auch in verschiedenen kleineren Orchestern.
1958 unternahm Cherniavsky zusammen mit seinen Brüdern als Cherniavsky Trio nochmals eine Tournee durch Südafrika, konnte aber an die früheren Erfolge nicht mehr anschließen.
1982 verstarb Mischel Cherniavsky im Alter von nahezu 90 Jahren in der französischen Stadt Dieppe.
| Personendaten    | Personendaten                |
| ---------------- | ---------------------------- |
| NAME             | Cherniavsky, Mischel         |
| KURZBESCHREIBUNG | kanadischer Cellist          |
| GEBURTSDATUM     | 1893                         |
| GEBURTSORT       | Uman, Russisches Kaiserreich |
| STERBEDATUM      | 21. Februar 1982             |
| STERBEORT        | Dieppe, Frankreich           |